# نادين قدور
نادين قدور (8 مايو 1990-) ممثلة سورية.

## عن حياتها
مواليد 8 مايو عام 1990 خريجة كلية الآداب والعلوم الإنسانية- قسم التاريخ. أول أدوارها التلفزيونية كان في العام 2007 بمسلسل «كوم الحجر» من إخراج رضوان شاهين.
وهي ملكة جمال سوريا لعام 2011.

## أعمالها

### في التلفزيون
- أسير الانتقام (2007)
- كوم الحجر (2007)
- ليس سرابا (2008)
- ناصر (2008)
- بيت جدي2 (شام العدية) (2009) بدور "درية"
- الدوامة (2009)
- عرب وود (2010)
- القعقاع بن عمرو التميمي (2010)
- شناشيل حارتنا (2010)
- الشيخة (2010)
- أبو طبر (2011)
- أيام الدراسة ج1 (2011)
- معاوية والحسن والحسين (2011)
- أيام الدراسة ج2 (2012)
- إمام الفقهاء (2012)
- طاحون الشر (2012)
- لعنة قسم (2012)
- قمر شام (2013)
- فتت لعبت (2013)
- بديع وفهيم (2013)
- خواتم (2014)
- خان الدراويش (2014)
- رقص الأفاعي (2014)
- كلمات متقاطعة (2014)
- دنيا ج2 (2015)
- الغربال ج2 (2015)
- عناية مشددة (2015)
- مدرسة الحب  (2016)
- عطر الشام (2016)
- صدر الباز (2016)
- زوال (2016)
- الخان (2016)
- خاتون  (2016)
- الرابوص (2017)
- عطر الشام 2 (2017)
- سايكو عام (2017)
- بناية هب الريح 2021
- حوازيق 2022

### في السينما
- دمشق - حلب (2018).